# 初音未来：梦幻歌姬
《初音未来：梦幻歌姬》是由掌趣科技和腾讯游戏联合开发的正版授权音乐养成游戏，于2018年9月26日公测首发。与传统音乐游戏不同的是，《梦幻歌姬》引入了对战模式。游戏中包含了Niconico动画的百万点击量殿堂曲目、且角色可以更换演出服装、赠送礼物以增加好感度。
遊戲已於2020年1月9日停止營運。

## 角色介绍
| 角色     | 配音演员   | 备注                             |
| 初音未来 | 藤田咲     | 拥有绿色双马尾的16岁少女。       |
| 镜音铃   | 下田麻美   | 充满好奇心的14岁少女。           |
| 镜音连   | 下田麻美   | 充满好奇心的14岁少年。           |
| 巡音流歌 | 浅川悠     | 拥有一头粉红色长发的20岁大姐姐。 |
| KAITO    | 风雅直人   | 蓝色头发，披着围巾的大哥哥。     |
| MEIKO    | 拜乡芽衣子 | 棕色短发，身穿红色衣服的大姐姐。 |